# عين باردة (البيبان)
عين باردة هي إحدى مشيخات المملكة المغربية، تتبع جغرافيا لإقليم تاونات وإداريًا لالبيبان. يقدر عدد سكانها بـ 3836 نسمة حسب الإحصاء الرسمي للسكان والسكنى لسنة 2004.